# (769) Tatjana
(769) Tatjana – planetoida z pasa głównego asteroid okrążająca Słońce w ciągu 5 lat i 240 dni w średniej odległości 3,17 au. Została odkryta 6 października 1913 roku w Obserwatorium Simejiz na górze Koszka na Półwyspie Krymskim przez Grigorija Nieujmina. Nazwa pochodzi prawdopodobnie od Tatiany, bohaterki poematu Eugeniusz Oniegin Aleksandra Puszkina. Przed nadaniem nazwy planetoida nosiła oznaczenie tymczasowe (769) 1913 TA.